# 문종민
문종민(1991년 7월 13일 ~ )은 대한민국의 가수다. 2017년 미니 앨범 [끝내]로 데뷔했다.

## 방송
- 판타스틱 듀오 2 (2017) - 김연우 편 우승
- 히든싱어 7 (2022) - 신용재 편 4위

## 음반
- 판타스틱 듀오 2 Part.5 (2017)
- 끝내 (2017)
- 나무 (2018)
- She's So Lovely (2019)
- 나온나 (2020)
- 떠나지 마요 (2022)
- 애써 (2024)
- 바람 (2025)

## 수상
- 아티스트빅리그 우승 (2019)

## 기타
- Chrispy <그대를> (2020) - 피처링
- 문주연 <괜찮지는 말아요> (2023) - 작사/작곡